# Visonic LTD.
El grupo Visonic, perteneciente a Tyco International, es un desarrollador y fabricante de sistemas de seguridad de alarma y componentes, sistemas de respuesta de emergencia personal y sistemas de localización y control de accesos en tiempo real.

## Visión General
El Grupo de Visonic (TASE: VSC.TA) fue creado en 1973 por Moshe y Yaacov Kotlicki. Es un desarrollador y fabricante de sistemas de seguridad para el hogar.
Las oferta de prodcuto de Visonic incluyen una variedad de sistemas de seguridad para el hogar, respuesta a emergencia personal y sistemas de seguridad, y una variedad de periféricos. Visonic tiene su sede en Israel, donde opera un centro de desarrollo y la planta de fabricación. Sus filiales de ventas y marketing en los EE. UU., Alemania, Reino Unido, Polonia, España y Hong Kong se complementan con una red mundial de distribuidores, que sirve una base instalada en crecimiento que se extiende por alrededor de 100 países.

## Presencia Global
Visonic tiene su sede en Israel, donde opera un centro de desarrollo y la planta de fabricación. Actualmente, tiene filiales en EE. UU., Alemania, Reino Unido, Polonia, España y Hong Kong se complementan con una red mundial de distribuidores, que sirve una base instalada en crecimiento que se extiende por alrededor de 100 países. En diciembre de 2011, Tyco International finaliza la adquisición de Visonic Ltd. y Visonic Technologies.